# Wesołówka (Góry Świętokrzyskie)
Wesołówka – szczyt w Paśmie Jeleniowskim Gór Świętokrzyskich. Jego masyw tworzą kwarcyty kambryjskie a porośnięty jest lasem jodłowo-bukowym. Góra znajduje się w granicach Jeleniowskiego Parku Krajobrazowego.
Przez Wesołówkę przechodzi  Główny Szlak Świętokrzyski im. Edmunda Massalskiego z Gołoszyc do Kuźniaków. 